# Shammi Kapoor
Shamsher Raj Kapoor, noto semplicemente come Shammi Kapoor (Mumbai, 21 ottobre 1931 – Mumbai, 14 agosto 2011), è stato un attore indiano.

## Biografia
Appartiene ad una delle famiglie più importanti di Bollywood: è il figlio di Prithviraj Kapoor e fratello di Raj e Shashi Kapoor. Ha sposato Geeta Bali nel 1955.
Ha ricevuto nel corso degli anni svariate nomination ai Filmfare Awards, alcune coronate dalla vittoria.

## Filmografia parziale
- Professor, regia di Lekh Tandon (1962)
- Brahmachari, regia di Bhappi Sonie (1968)
- Harjaee, regia di Ramesh Behl (1981)
- Vidhaata, regia di Subhash Ghai (1982)
- Namak, regia di Kawal Sharma (1996)